# Cramans
Cramans település Franciaországban, Jura megyében. Lakosainak száma 517 fő (2022. január 1.). Cramans Arc-et-Senans, Champagne-sur-Loue, Mouchard, Port-Lesney és Villers-Farlay községekkel határos.

## Népesség
A település népességének változása:
| Lakosok száma | 361  | 380  | 454  | 467  | 518  | 523  | 524  | 526  | 526  | 517  |
|               | 1968 | 1982 | 1990 | 2006 | 2013 | 2015 | 2017 | 2019 | 2020 | 2022 |